# Łubna-Jakusy
Łubna-Jakusy – wieś w Polsce położona w województwie łódzkim, w powiecie sieradzkim, w gminie Błaszki. W latach 1975–1998 miejscowość administracyjnie należała do województwa sieradzkiego.
Na polach wsi Łubna (między wsiami Łubna, Sudoły i Jasionna) jest cmentarzysko kurhanowe z II okresu epoki brązu (1500–1300 lat p.n.e.). Kurhany znajdują się na pd. krawędzi niewielkiego wzniesienia opadającego w podmokłą dolinkę strumienia o nazwie Cienia, zwanego także Trojanówką. Wschodnia grupa mogił to 12 niewielkich kurhanów, zachodnia – 16. Stanowią rezerwat archeologiczny i wpisane są do rejestru zabytków.
Wieś związana jest z dziejami partyzantki Zaliwskiego („zaliwszczyzny”) – od organizatora tej partyzantki płk. Józefa Zaliwskiego, którego kilkanaście oddziałów wiosną 1833 r. wkroczyło na teren Królestwa Polskiego w celu wzniecenia powstania. Jednym z oddziałów dowodził por. Antoni Winnicki, który 4 marca 1833 r. przekroczył granicę w Wieruszowie. W tzw. sprawie Winnickiego osądzono także tych, którzy udzielili im pomocy (łącznie 15 osób). Wyrokiem Sądu Wojennego został skazany na 2 lata twierdzy ówczesny właściciel Łubnej – Stanisław Psarski, a ekonom z Łubnej – W. Wnukowski otrzymał 1000 pałek (w czasie egzekucji pędzono skazanego przez szpaler żołnierzy uzbrojonych w kije) i zesłano go na osiedlenie w Syberii.